# مسجد جامع جهرم
مسجد جامع جهرم ساخته شده در دورهٔ سلجوقیان از مساجد تاریخی این شهرستان که در محلهٔ قدیمی سنان شهر جهرم واقع شده. این مسجد دارای دو طبقه و از سنگ طبیعی کوهستان و گچ بنا شده‌است.
بر سردر شمالی مسجد تعدادی کتیبه نصب شده و در طرفین ورودی پنج کتیبه که یکی از آن‌ها گویای تعمیرات مسجد در دورهٔ صفویه است.
یکی از ویژگی‌های بناهای قدیمی در شهرستان جهرم آن است که سنگ قبر برخی از اشخاص معروف در بناهای قدیمی نصب شده که برخی از این نوع کتیبه‌ها در مسجد جامع جهرم نیز مشاهده می‌شود و کتیبهٔ دیگری تاریخ تعمیر این بنا را در دورهٔ قاجار نشان می‌دهد.
از دیگر قسمت‌های این اثر تاریخی می‌توان به سر در ورودی و شبستان ضلع جنوبی اشاره کرد که نسبت به سایر قسمت‌ها سالم و پابرجا باقی‌مانده و سردر ضلع جنوب غربی نیز که به همان صورت اولیه باقی‌مانده که سردر جدیدتری نیز در این محل احداث شده‌است.
مسجد جامع جهرم از نظر طرح و معماری از نمونه‌های بسیار جالب مربوط به پیش از دوران صفویان محسوب می‌شود.
شبستان جنوبی از مهم‌ترین بخش‌های مسجد که شامل یک تالار وسیع در مرکز و دو رشته رواق در شرق و غرب است.
این شبستان دو طبقه و رواق‌های آن نیز دارای مرتبهٔ فوقانی است.
قسمت فوقانی محراب دارای قوس‌های گچی زیبایی است. کلیه طاقهای اطراف آن شبیه میدان امام اصفهان دو طبقه بوده و طبقه فوقانی تشکیل غرفه‌هایی داده لوحی سنگی در بالای در غربی مسجد نصب گردیده است، که بر اساس آن، این مسجد در سال ۱۰۸۴ ه‍.ق که رو به خرابی می‌رفته، توسط شخصی به نام حاجی رضا تعمیر شده‌است.
تعمیرات کف‌فرش حیاط و احیای کف‌فرش، احیای پوشش بام شبستان، تعمیرات نما، تعمیرات کاربندی در طاق‌نماهای حیاط و تعمیرات استحکام‌بخشی در محل‌های مورد نیاز مسجد جامع جهرم از جمله اقداماتی است که جدیداً برای مرمت این اثر ملی صورت گرفته است.

## ثبت ملی

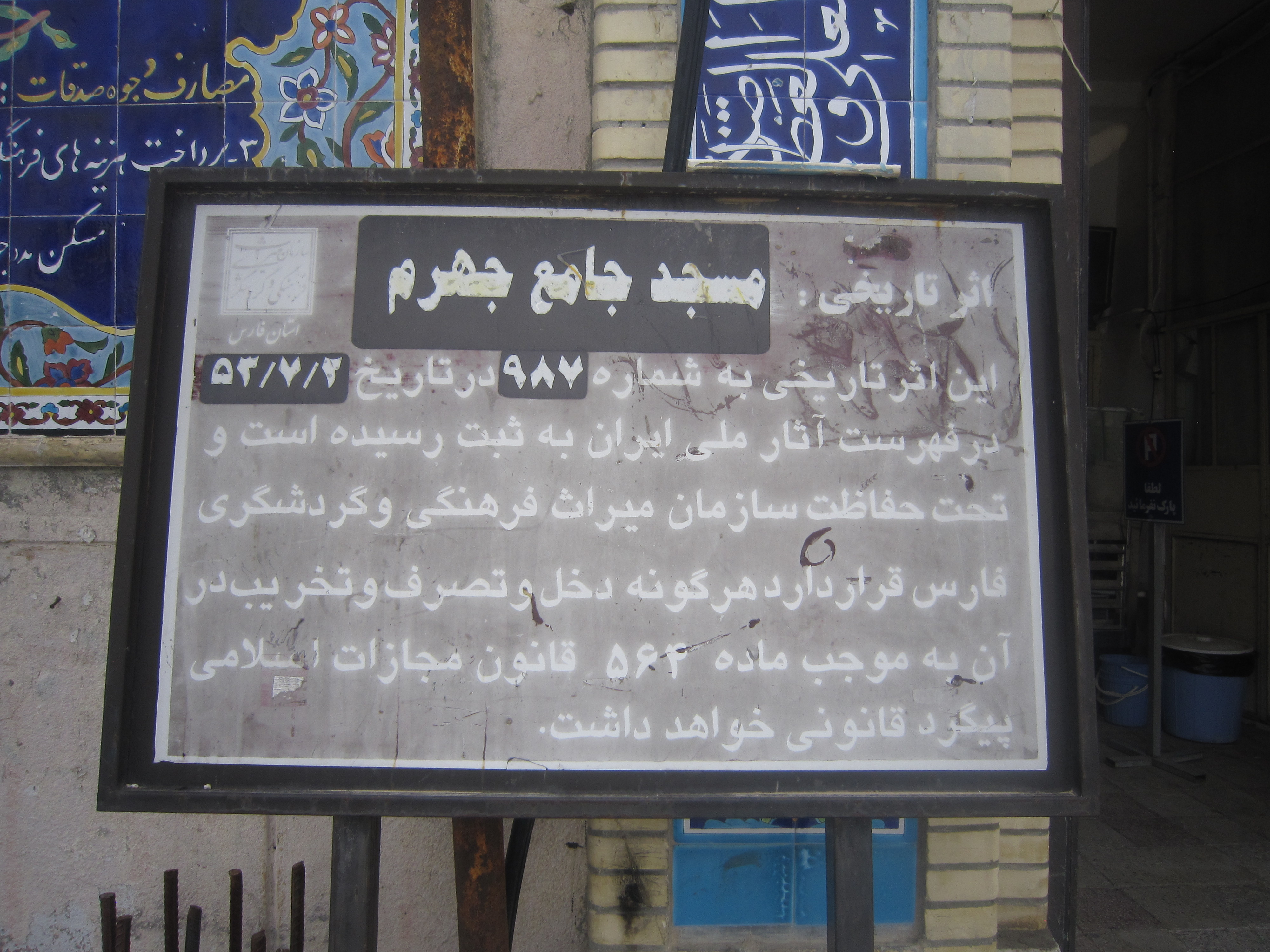
تابلوی ثبت

این اثر در تاریخ ۲ مهر ۱۳۵۳ با شمارهٔ ثبت ۹۸۷ به‌عنوان یکی از آثار ملی ایران به ثبت رسیده است.